# 卞彭
卞彭（1901年—1990年），原名彭年，字蠡洲，男，江苏仪征人，中国电子学家，曾任中国科学院中南物理研究所、中国科学院电子学研究所研究员。